# N.V.M. Gonzalez
Néstor Vicente Madali González (n. 8 septembrie 1915 - d. 28 noiembrie 1999) a fost un scriitor filipinez.